# NGC 639
NGC 639 is een balkspiraalstelsel in het sterrenbeeld Beeldhouwer. Het hemelobject werd op 27 september 1834 ontdekt door de Britse astronoom John Herschel.

## Synoniemen
- PGC 6105
- ESO 413-13
- MCG -5-5-2
- IRAS01367-3010